# Charles Watson-Wentworth
Charles Watson-Wentworth (1730. május 13. – 1782. július 1.), Rockingham második őrgrófja, a Térdszalagrend lovagja, királyi titkos tanácsos, whig párti brit politikus, miniszterelnök. Élete során mindössze két hivatalt töltött be (a másik a Lordok Háza elnöksége volt), de másfél éves vezetése során nagy befolyással rendelkezett.

## Korai évei
Családja Dél-Yorkshire-i birtokán nevelkedett. A Westminster Schoolban és a Cambridge-i Egyetemen, a St. John's College-ban folytatta tanulmányait. 1746-ban (16 évesen) Wentworthből Carlisle-ba lovagolt, hogy csatlakozzon William Augustus herceghez (a király öccséhez) a jakobita trónkövetelő, Charles Edward Stuart üldözésében. Négy évvel később, Malton grófjának címezve, az ír főnemesség tagjává emelték, majd rövidesen örökölte apja őrgrófi címét.

## Politikai karrierje
1750-ben foglalta el helyét a Lordok Házában, majd egy évvel később II. György hálókamrájának egyik lordja lett. 1761-ben a Térdszalagrend lovagjává ütötték. 1762-ben III. György barátját és nevelőjét, John Stuartot (Lord Bute) nevezte ki miniszterelnöknek. Az év decemberében, egy, a korábbi miniszterelnök, Thomas Pelham-Holles támogatói, köztük Lord Rockingham részvételével lezajlott parlamenti lázadás nyomán a résztvevőket minden kormányzati pozícióból eltávolították. Az esemény „a pelhamita kisdedek lemészárlása” nevet kapta. A következő évek során Watson-Wentworth fokozatosan Pelham-Holles támogatóinak vezetőjévé emelkedett, akik nem hajlottak a békülésre Bute-tal és utódával, George Grenville-lel. Rockingham és pártja, amelynek sok nagy tekintélyű whig család feje is tagja volt, a II. Jakabot megbuktató, és a Hannover-házat hatalomba segítő whig hagyományok örököseként tekintettek magukra.
A király Grenville-lel szembeni ellenszenve és ez utóbbi csekély parlamenti támogatottsága oda vezetett, hogy 1756-ban, a király nagybátyja, William Augustus herceg közvetítésével folytatott tárgyalások után III. György Lord Rockingham-et jelölte miniszterelnöknek. Rockingham szövetségeseit, Henry Seymour Conwayt és Augustus FitzRoyt nevezte ki a déli, illetve az északi ügyek miniszterévé. Ebben az időben lett személyi titkára Edmund Burke ír államférfi és filozófus, akivel életre szóló barátságot kötött, és aki politikai szövetségese és tanácsadója volt 1782-ben bekövetkezett korai haláláig. Hivatali ideje alatt visszavonták a gyarmatokon az újabb adó miatt nagy felháborodást keltő bélyegtörvényt. A kormányon belüli ellentétek miatt lemondani kényszerült, helyét az idősebb Pitt vette át (a Kincstár Első Lordja Augustus FitzRoy lett; ez azon ritka esetek egyike volt, amikor a két pozíció elvált egymástól).
Watson-Wentworth a következő 16 évet ellenzékben töltötte, ezalatt fő támogatója volt a gyarmatosok alkotmányos jogainak, és kiállt a tizenhárom gyarmat függetlenségi törekvései mellett. 1782-ben másodszor is miniszterelnök lett, és hivatalba lépésekor Nagy-Britannia elismerte az Amerikai Egyesült Államok függetlenségét, véget vetve az amerikai függetlenségi háborúnak. Kormányzása azonban rövidesen véget ért, mivel 14 héttel beiktatása után meghalt.
Az ő tiszteletére kapta a nevét a New Hampshire-i, az észak-karolinai és a virginiai Rockingham megye, és Rockingham városa Észak-Karolinában (Richmond megye).

## Első kormánya,1765július –1766július
- Charles Watson-Wentworth, a Kincstár Első Lordja és a Lordok Háza elnöke
- Robert Henley – Lordkancellár
- Daniel Finch – a Királyi Titkos Tanács Lordelnöke
- Thomas Pelham-Holles – Főpecsétőr
- William Dowdeswell – pénzügyminiszter
- Augustus Henry FitzRoy – az északi ügyek minisztere
- Henry Seymour Conway – a déli ügyek minisztere és az Alsóház elnöke
- John Manners – Master-General of the Ordnance (táborszernagy)
- John Perceval – az Admiralitás Első Lordja
- Vilmos cumberlandi herceg – tárca nélküli miniszter

Változások
- 1765 október - William Augustus herceg halála
- 1766 május - Augustus Fitzroy lemond. Henry Conway veszi át a posztját, utóbbiét pedig Charles Lennox herceg.

## Második kormánya,1782március – július
- Charles Watson-Wentworth, a Kincstár Első Lordja és a Lordok Háza elnöke
- Edward Thurlow – Lordkancellár
- Charles Pratt – a Királyi Titkos Tanács Lordelnöke
- Augustus Henry FitzRoy – Főpecsétőr
- William Petty – belügyminiszter
- Charles James Fox – külügyminiszter és az Alsóház elnöke
- Augustus Keppel – az Admiralitás Első Lordja
- Henry Seymour Conway – a hadsereg főparancsnoka (hadügyminiszter)
- Charles Lennox – Master-General of the Ordnance (táborszernagy)
- Lord John Cavendish – pénzügyminiszter
- John Dunning – Lancaster Hercegség kancellárja (címzetes poszt)

## Fordítás
- Ez a szócikk részben vagy egészben  a   Charles Watson-Wentworth, 2nd Marquess of Rockingham című angol Wikipédia-szócikk ezen változatának fordításán alapul.  Az eredeti cikk szerkesztőit annak laptörténete sorolja fel. Ez a jelzés csupán a megfogalmazás eredetét és a szerzői jogokat jelzi, nem szolgál a cikkben szereplő információk forrásmegjelöléseként.